# Avenue Q
Avenue Q è un musical concepito dai compositori Robert Lopez e Jeff Marx, e basato su un testo di Jeff Whitty. È andato in scena per la prima volta nel marzo del 2003 a Broadway, New York. Da allora ha visto numerose messe in scena, sia negli Stati Uniti che nel resto del mondo. Ha inoltre vinto diversi Tony Award, il premio che celebra i conseguimenti raggiunti nel teatro americano, compreso quello al miglior musical.
Il lancio della versione italiana è stato annunciato per ottobre 2009.

## Trama
I protagonisti del musical sono vicini di casa in un condominio di Avenue Q, una strada della periferia di New York. Le vicende personali dei protagonisti s'intrecciano l'una con l'altra, portando alla ribalta alcuni temi critici della società americana di oggi: la disoccupazione, l'omosessualità, il razzismo, la pornografia su Internet. In perenne difficoltà, i protagonisti del musical sono alla continua ricerca di uno “scopo” nella vita e coltivano ciascuno un sogno di riscatto. L'uso da parte dei protagonisti di un linguaggio apertamente volgare e politicamente scorretto contribuisce a creare un effetto ironico.

## Personaggi
Sul palcoscenico sono contemporaneamente presenti un gruppo di pupazzi e gli attori che li animano. Sia i pupazzi che gli attori cantano, svolgendo un ruolo attivo nel musical. Lo show è liberamente ispirato alla serie televisiva americana Sesame Street.
Ecco i protagonisti dello spettacolo con alcune caratteristiche dell'adattamento italiano firmato da Stefano Genovese:
- Princeton non ha un'idea di cosa voglia fare nella vita e la sua laurea in Storia dei Grammofoni appena presa di certo non l'aiuta.
- Kate è una ragazza carina, dolce, simpatica, intelligente e si chiede perché cavolo non abbia uno straccio di fidanzato.
- Rod legge biografie della Carrà, conosce tutte le canzoni di Mina, sogna continuamente il suo miglior amico mentre fa la doccia ma sostiene di non essere omosessuale.
- Trekkie non esce mai dal suo tugurio arredato con tutto quello di cui necessita: un computer, una connessione veloce e libero accesso a tutti i siti porno del mondo.
- Lucy è una cantante di night club, appena rientrata da un tour internazionale, da Amsterdam, Bangkok, Città del Vaticano.
- Brian vorrebbe sfondare come grande comico da prima serata ma nessuna delle sue battute ha mai fatto ridere nessuno.
- X-Mas Eve (Vigilia di Natale) è arrivata dal Giappone in cerca di un lavoro e la prima cosa che le hanno offerto è un lavoro in un ristorante cinese.
- Gary Coleman era un bambino prodigio, straricco e strafamoso, tutti si ricordano di quando era un ragazzino alto un metro e venti: ora però, solo e dimenticato da tutti, fa il portinaio.
- Nicky non ha una casa perché vive a scrocco da Rod, non ha un lavoro perché tanto non deve pagare l'affitto, è sempre di buonumore e si gode la vita. Finché dura.